# Monte Nievas
Monte Nievas é um município da província de La Pampa, na Argentina.